# 坦普爾山 (伊利諾伊州)
坦普爾山（英語：Temple Hill）是位於美國伊利諾伊州波普縣的一個非建制地區。該地的面積和人口皆未知。

## 地理
坦普爾山的座標為37°18′26″N 88°37′49″W / 37.30722°N 88.63028°W，而該地的平均海拔高度為157米（即515英尺）。